# Saint-Paul-en-Forêt
Pour les articles homonymes, voir Saint-Paul.
Saint-Paul-en-Forêt est une commune française située dans le département du Var en région Provence-Alpes-Côte d'Azur.

## Géographie

### Localisation
Saint-Paul-en-Forêt est à 23,4 km de Fréjus, 26,3 de Draguignan et 72 de Nice.

### Géologie et relief
Massif de l'Esterel.
Forêt domaniale de la Colle du Rouet.
À proximité du parc naturel régional des Préalpes d'Azur.

### Hydrographie
Cours d'eau sur la commune ou à son aval :
- rivière l'Endre ;
- rivière le Reyran ;
- vallons de Merderic, du riounier, de la combe Féouvoua, de Fontcounille, de la Gourre, de Misère, du Broch, de Bourguignon, du Péchier ;
- riou de Méaulx ;
- le Gros Vallon ;
- ravin de Propagel ;
- ruisseau du Plan Florent.

Lacs du Rioutard  et de Méaulx.

### Climat
Pour des articles plus généraux, voir Climat de Provence-Alpes-Côte d'Azur et Climat du Var.
En 2010, le climat de la commune est de type climat méditerranéen franc, selon une étude du Centre national de la recherche scientifique s'appuyant sur une série de données couvrant la période 1971-2000. En 2020, Météo-France publie une typologie des climats de la France métropolitaine dans laquelle la commune est exposée à un climat méditerranéen et est dans la région climatique  Var, Alpes-Maritimes, caractérisée par une pluviométrie abondante en automne et en hiver (250 à 300 mm en automne), un très bon ensoleillement en été (fraction d’insolation > 75 %), un hiver doux (8 °C) et peu de brouillards. 
Pour la période 1971-2000, la température annuelle moyenne est de 13,8 °C, avec une amplitude thermique annuelle de 15,3 °C. Le cumul annuel moyen de précipitations est de 876 mm, avec 6 jours de précipitations en janvier et 2,5 jours en juillet. Pour la période 1991-2020, la température moyenne annuelle observée sur la station météorologique de Météo-France la plus proche, « Seillans », sur la commune de Seillans à 9 km à vol d'oiseau, est de 14,8 °C et le cumul annuel moyen de précipitations est de 914,4 mm. 
La température maximale relevée sur cette station est de 39,5 °C, atteinte le 7 août 2003 ; la température minimale est de −8,6 °C, atteinte le 20 décembre 2009,,. 
Les paramètres climatiques de la commune ont été estimés pour le milieu du siècle (2041-2070) selon différents scénarios d'émission de gaz à effet de serre à partir des nouvelles projections climatiques de référence DRIAS-2020. Ils sont consultables sur un site dédié publié par Météo-France en novembre 2022.

## Intercommunalité
La commune est membre de la communauté de communes du Pays de Fayence.
| Seillans | Fayence             |            |
| Callas   | Saint-Paul-en-Forêt | Tourrettes |
|          | Bagnols-en-Forêt    |            |

### Voies de communications et transports

#### Voies routières
La commune est accessible par l'autoroute A8, au niveau de sa sortie  38, puis la route départementale RD 4, qui relie Fréjus, à Fayence, via Bagnols-en-Forêt.

#### Transports en commun
- Transport en Provence-Alpes-Côte d'Azur

#### Lignes SNCF
- La gare TGV la plus proche est celle de Saint-Raphaël, pour les liaisons TGV.

#### Transports aériens
- L'aéroport le plus proche est celui de Nice, dans les Alpes-Maritimes[14].

### Sismicité
Il existe trois zones de sismicité dans le Var : 
- Zone 0 : Risque négligeable. C'est le cas de bon nombre de communes du littoral varois, ainsi que d'une partie des communes du centre Var. Malgré tout, ces communes ne sont pas à l'abri d'un effet tsunami, lié à un séisme en mer ;
- Zone Ia : Risque très faible. Concerne essentiellement les communes comprises dans une bande allant de la montagne Sainte-Victoire au massif de l'Esterel ;
- Zone Ib : Risque faible. Ce risque, le plus élevé du département mais qui n'est pas le plus haut de l'évaluation nationale, concerne 21 communes du nord du département.

La commune de Saint-Paul-en-Forêt est en zone sismique de très faible risque Ia.

## Urbanisme

### Typologie
Au 1er janvier 2024, Saint-Paul-en-Forêt est catégorisée bourg rural, selon la nouvelle grille communale de densité à sept niveaux définie par l'Insee en 2022.
Elle est située hors unité urbaine et hors attraction des villes,.

### Occupation des sols
L'occupation des sols de la commune, telle qu'elle ressort de la base de données européenne d’occupation biophysique des sols Corine Land Cover (CLC), est marquée par l'importance des forêts et milieux semi-naturels (81,4 % en 2018), en diminution par rapport à 1990 (84,3 %). La répartition détaillée en 2018 est la suivante : 
forêts (69,4 %), milieux à végétation arbustive et/ou herbacée (12 %), zones urbanisées (9,6 %), zones agricoles hétérogènes (7,9 %), cultures permanentes (1 %). L'évolution de l’occupation des sols de la commune et de ses infrastructures peut être observée sur les différentes représentations cartographiques du territoire : la carte de Cassini (XVIIIe siècle), la carte d'état-major (1820-1866) et les cartes ou photos aériennes de l'IGN pour la période actuelle (1950 à aujourd'hui).

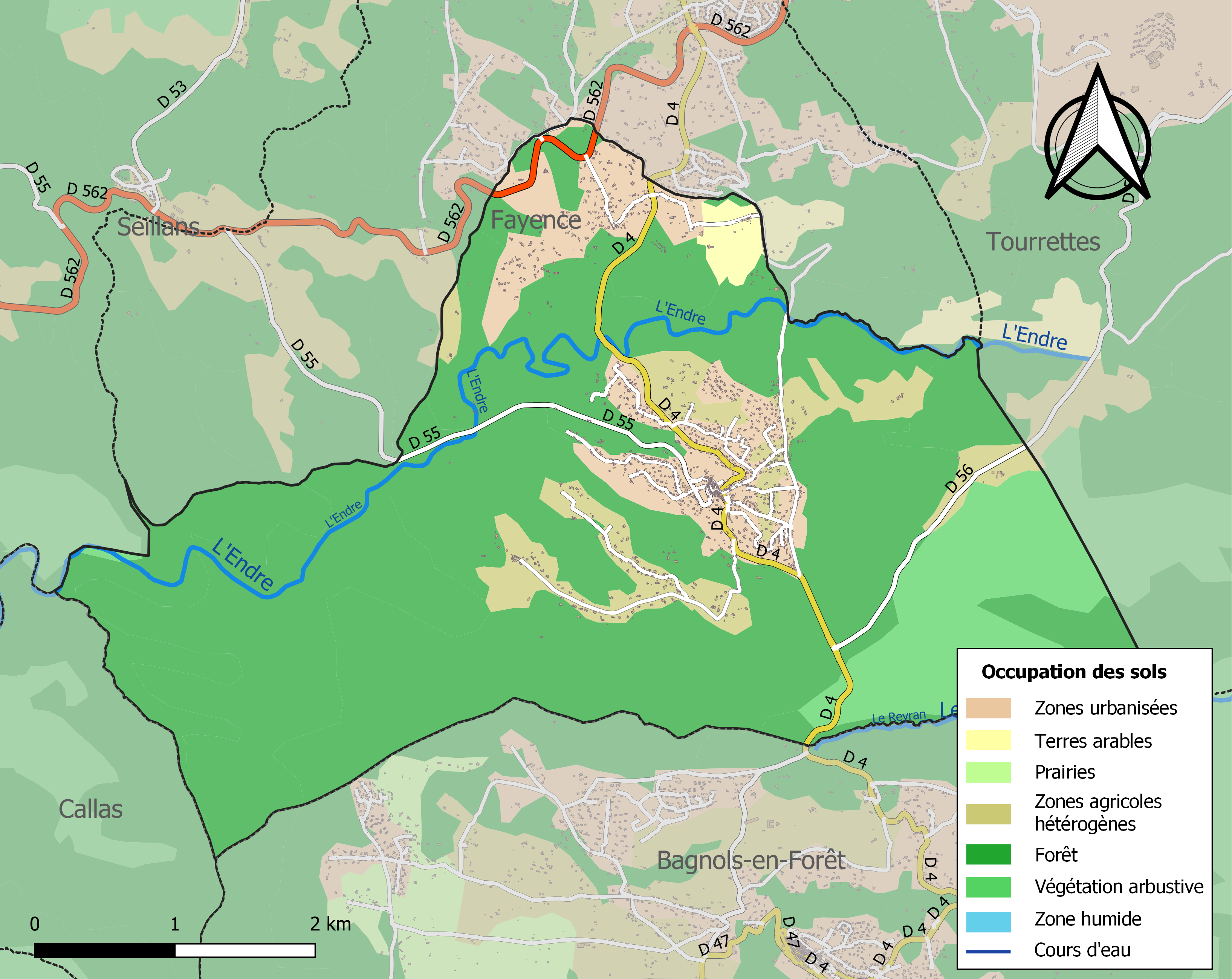
Carte des infrastructures et de l'occupation des sols de la commune en 2018 (CLC).

Commune couverte par le Règlement national d'urbanisme, à défaut de plan local d'urbanisme (PLU).

## Toponymie
Le village prit plusieurs noms au cours du temps : Sancta-Paulus-de-Gallina-Grassa au Moyen Âge, puis Saint-Paul-de-la-Galline-Grasse, et enfin Saint-Paul-de-Fayence. Ce n'est en 1918 que la commune prend le nom de Saint-Paul-en-Forêt.

## Histoire
Des traces de présence humaine préhistorique ont été retrouvées sur la commune : hache datant du néolithique près du village, dolmen sur le plateau de la Verrerie-Vieille. Durant l'époque romaine, après la fondation de Forum Julii, certaines familles de cette cité ont construit des campagnes aux abords de Saint-Paul-en-Forêt : des traces ont été mises au jour à la colline de Penconillier, à Rémégier, sur le plateau de Peymeyan, ainsi qu'au culmen de Maugarié.
Les premières mentions de Saint-Paul ont été notées dans le cartulaire de Lérins au XIe siècle, avec le don du village, par les héritiers de Guillaume III, comte de Provence, et la consécration de l'église par Gaucelme, évêque de Fréjus. En 1391, les troupes du vicomte de Raimond de Turenne, en route vers l'Italie, ont détruit plusieurs villages de la région.
Création de la commune de Saint-Paul-lez-Fayence, en 1824, par détachement du territoire de Fayence.
Le nom de la commune a été transformé en « Saint-Paul-en-Forêt » en 1918.

## Politique et administration

### Liste des maires
| Période                                  | Période  | Identité                 | Étiquette  | Qualité                                                                   |
| ---------------------------------------- | -------- | ------------------------ | ---------- | ------------------------------------------------------------------------- |
| Les données manquantes sont à compléter. |          |                          |            |                                                                           |
| 1919                                     | 1935     | Joseph David (1874-1944) | Socialiste | Cultivateur, conseiller d'arrondissement du canton de Fayence (1934-1940) |
| 1971                                     | 2014     | André Bagur              |            |                                                                           |
| 2014                                     | En cours | Nicolas Martel           | DVD        | Cadre, conseiller départemental depuis 2021                               |

### Budget et fiscalité 2020

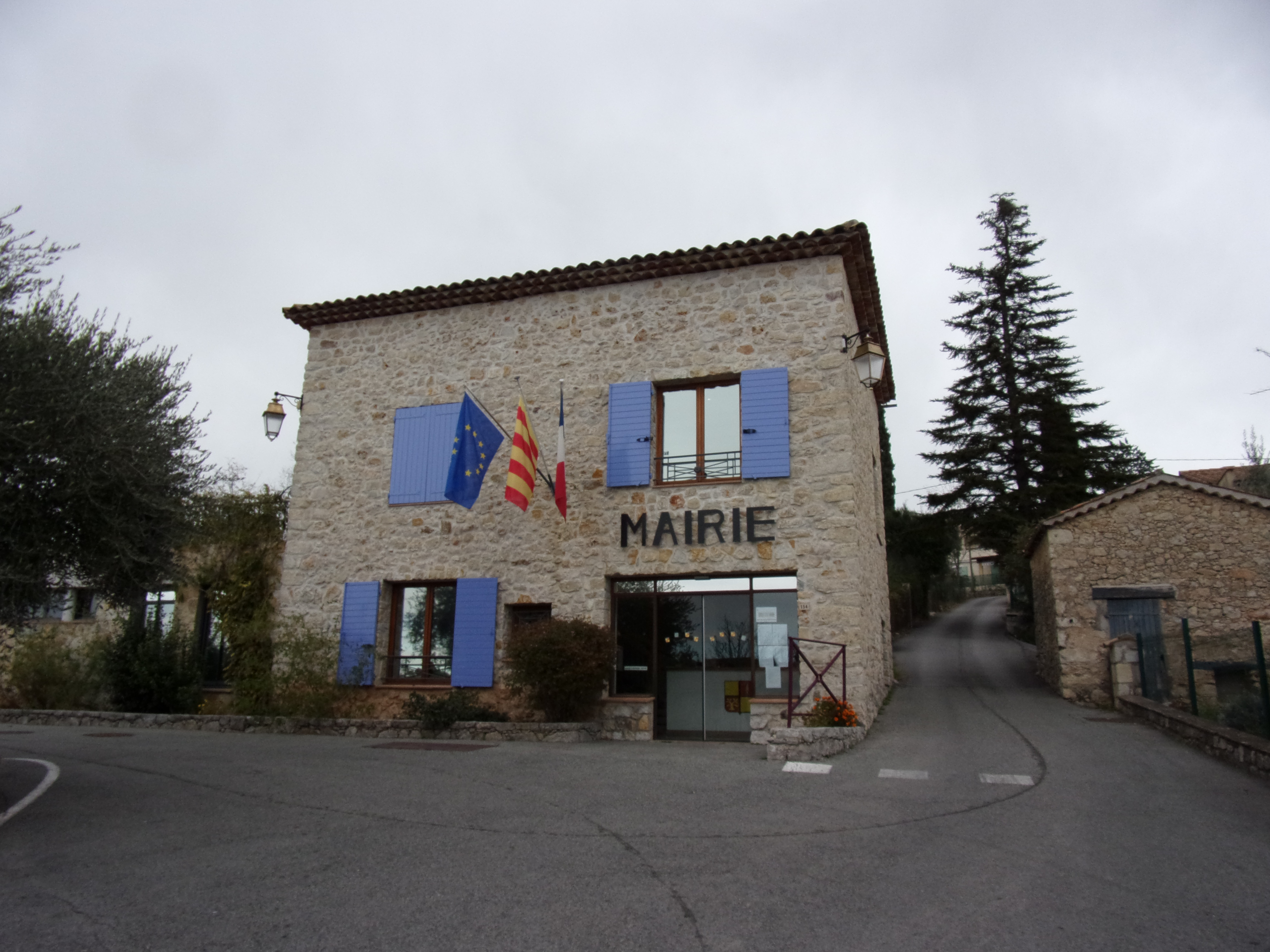
Mairie de Saint-Paul-en-Forêt.

En 2020, le budget de la commune était constitué ainsi :
- total des produits de fonctionnement : 1 185 000 €, soit 668 € par habitant ;
- total des charges de fonctionnement : 1 156 000 €, soit 652 € par habitant ;
- total des ressources d'investissement : 566 000 €, soit 319 € par habitant ;
- total des emplois d'investissement : 234 000 €, soit 132 € par habitant ;
- endettement : 1 141 000 €, soit 644 € par habitant.

Avec les taux de fiscalité suivants :
- taxe d'habitation : 13,46 % ;
- taxe foncière sur les propriétés bâties : 9,16 % ;
- taxe foncière sur les propriétés non bâties : 60,81 % ;
- taxe additionnelle à la taxe foncière sur les propriétés non bâties : 0,00 % ;
- cotisation foncière des entreprises : 0,00 %.

Chiffres clés Revenus et pauvreté des ménages en 2018 : médiane en 2018 du revenu disponible, par unité de consommation : 23 290 €.

### Politique environnementale
La commune dispose d'une station d'épuration de 450 équivalent habitants.

## Population et société

### Démographie

#### Évolution démographique
L'évolution du nombre d'habitants est connue à travers les recensements de la population effectués dans la commune depuis 1831. Pour les communes de moins de 10 000 habitants, une enquête de recensement portant sur toute la population est réalisée tous les cinq ans, les populations de référence des années intermédiaires étant quant à elles estimées par interpolation ou extrapolation. Pour la commune, le premier recensement exhaustif entrant dans le cadre du nouveau dispositif a été réalisé en 2005.

En 2022, la commune comptait 1 747 habitants, en évolution de +1,69 % par rapport à 2016 (Var : +4,98 %, France hors Mayotte : +2,11 %).
| 1831 | 1836 | 1841 | 1846 | 1851 | 1856 | 1861 | 1866 | 1872 |
| ---- | ---- | ---- | ---- | ---- | ---- | ---- | ---- | ---- |
| 474  | 483  | 505  | 505  | 498  | 494  | 526  | 480  | 470  |

| 1876 | 1881 | 1886 | 1891 | 1896 | 1901 | 1906 | 1911 | 1921 |
| ---- | ---- | ---- | ---- | ---- | ---- | ---- | ---- | ---- |
| 454  | 446  | 452  | 412  | 345  | 331  | 322  | 327  | 304  |

| 1926 | 1931 | 1936 | 1946 | 1954 | 1962 | 1968 | 1975 | 1982 |
| ---- | ---- | ---- | ---- | ---- | ---- | ---- | ---- | ---- |
| 251  | 197  | 185  | 198  | 202  | 225  | 433  | 557  | 578  |

| 1990 | 1999  | 2005  | 2006  | 2010  | 2015  | 2020  | 2022  | - |
| ---- | ----- | ----- | ----- | ----- | ----- | ----- | ----- | - |
| 812  | 1 139 | 1 445 | 1 470 | 1 675 | 1 697 | 1 770 | 1 747 | - |

### Enseignement
- École maternelle et primaire[31].
- Établissements scolaires les plus proches[32] :
  - Collège à Fayence, Montauroux ;
  - Lycées à Fréjus, Le Muy, Saint-Raphaël, Draguignan.

### Santé
- Professionnels de santé : médecin généraliste, acupuncteur, infirmiers,
- Pharmacie à Tourrettes, Fayence,
- Maison de retraite EHPAD[33],
- Établissement d'hébergement pour personnes âgées dépendantes Château Maunier[34],
- Centre hospitalier intercommunal Fréjus-Saint-Raphaël,
- Centre hospitalier de la Dracénie.

### Culte
- Culte catholique, paroisse de Fayence, diocèse de Fréjus-Toulon[35].

## Économie

### Entreprises et commerces

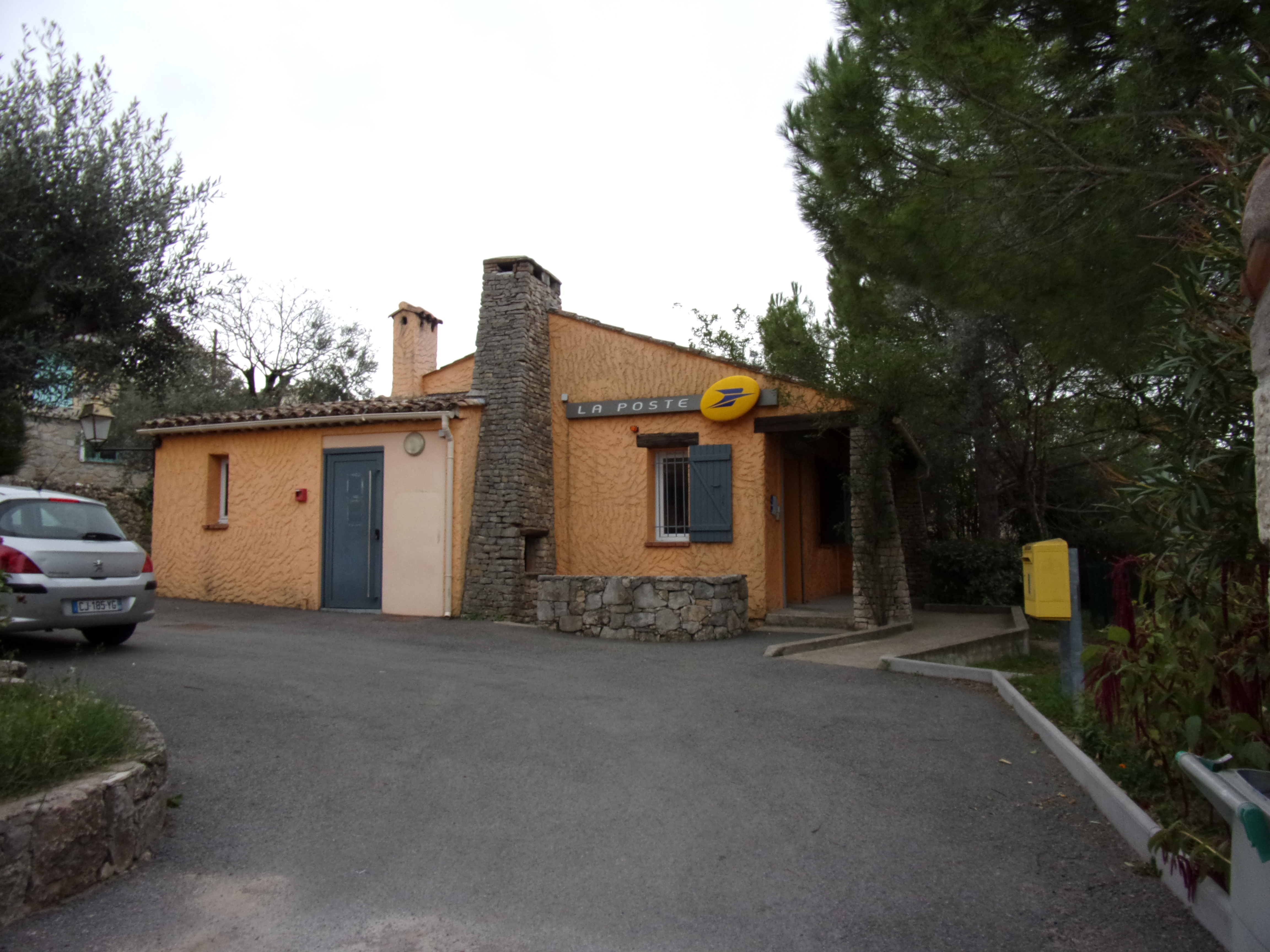
La Poste.

#### Agriculture
- Oliviers[36],
- Vignes.

#### Tourisme
- Camping[37].

#### Commerces et services
- Commerces de proximité : pâtisserie, boucherie,
- Artisans[38].
- La Poste.
- Anciennes verreries depuis le XIIIe siècle[39],[40].

## Culture locale et patrimoine

### Lieux et monuments

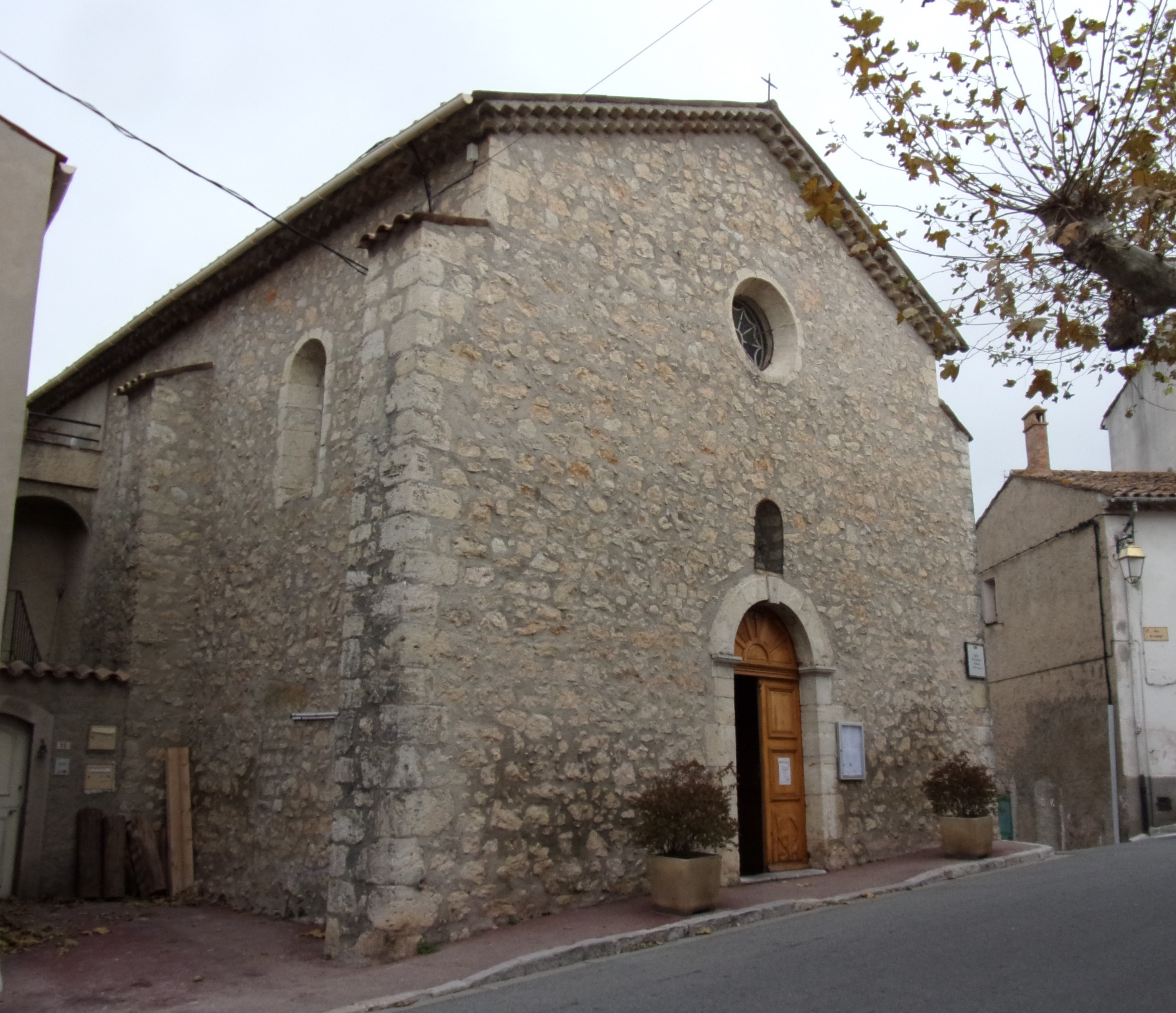
Église de Saint-Paul-en-Forêt : façade.
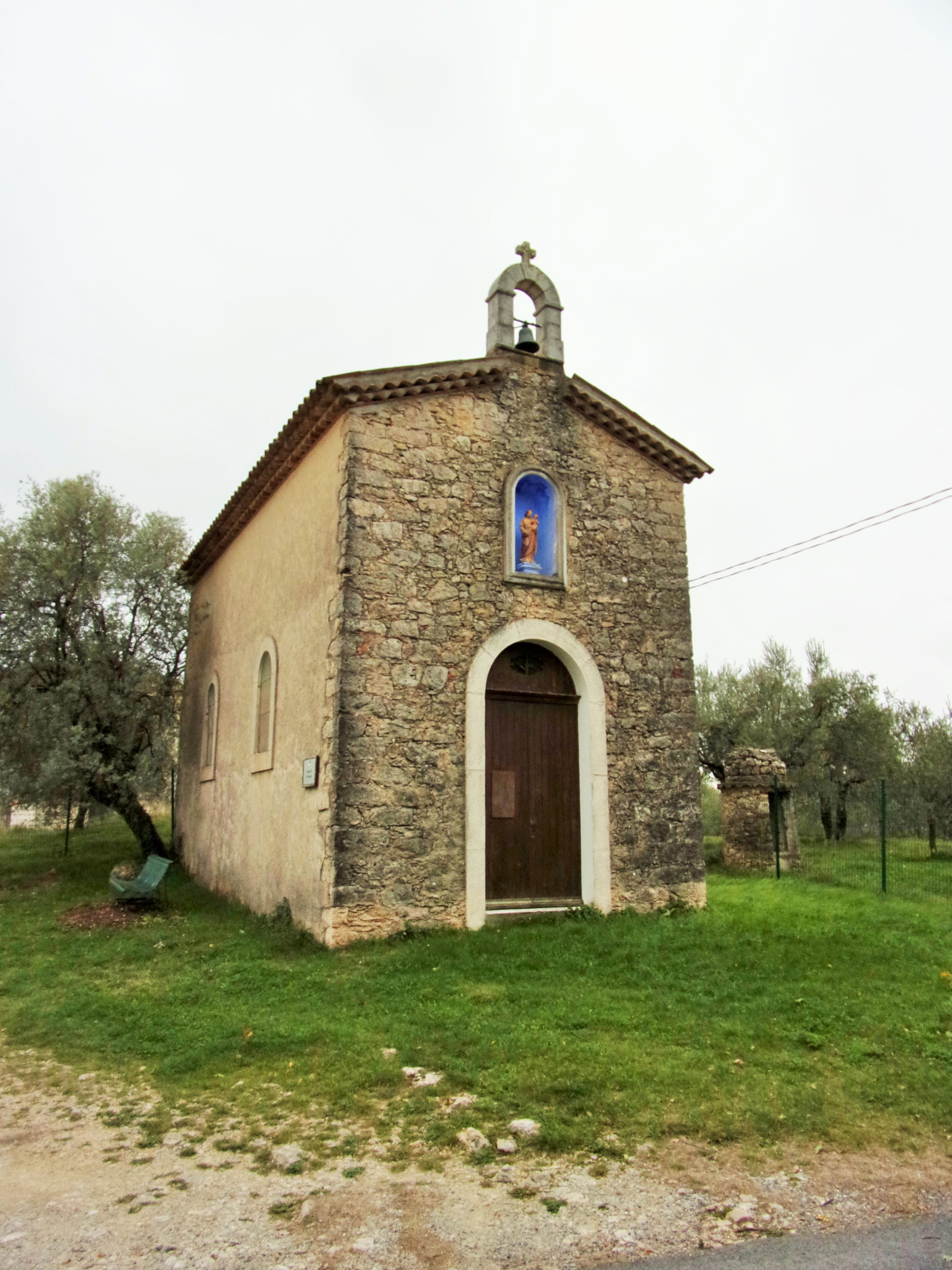
Chapelle Saint-Joseph.
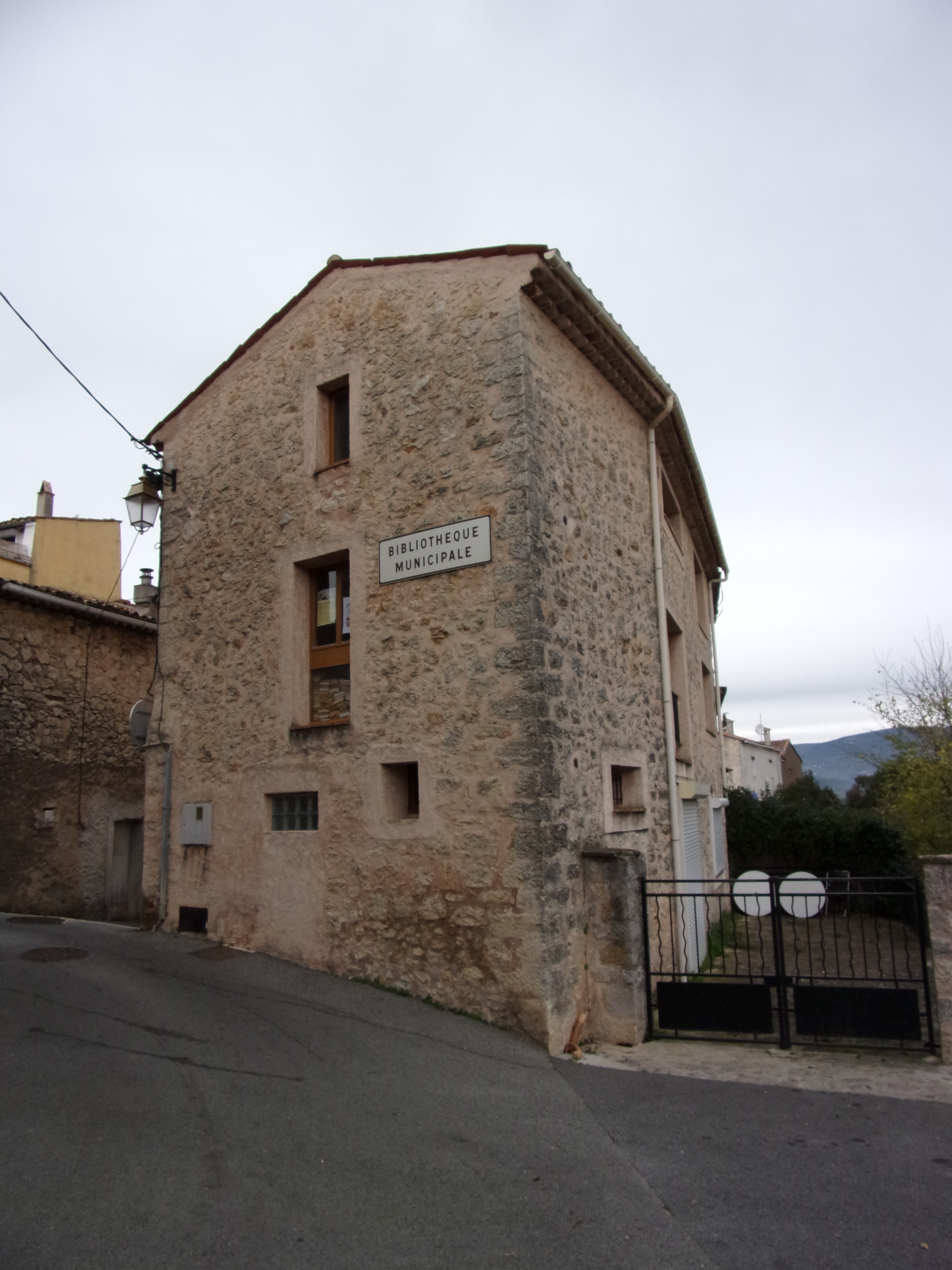
Bibliothèque municipale.
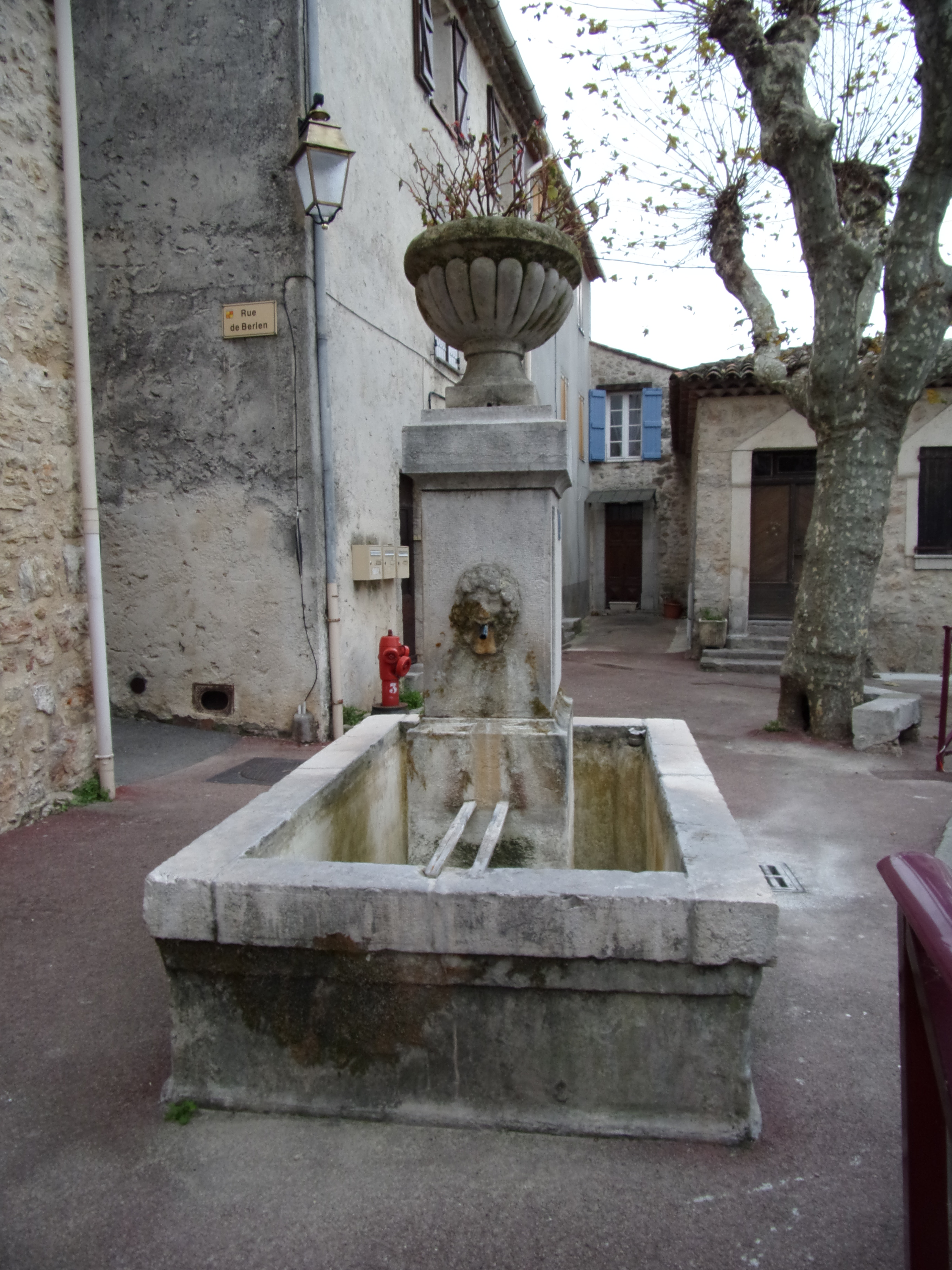
Fontaine près de l'église.
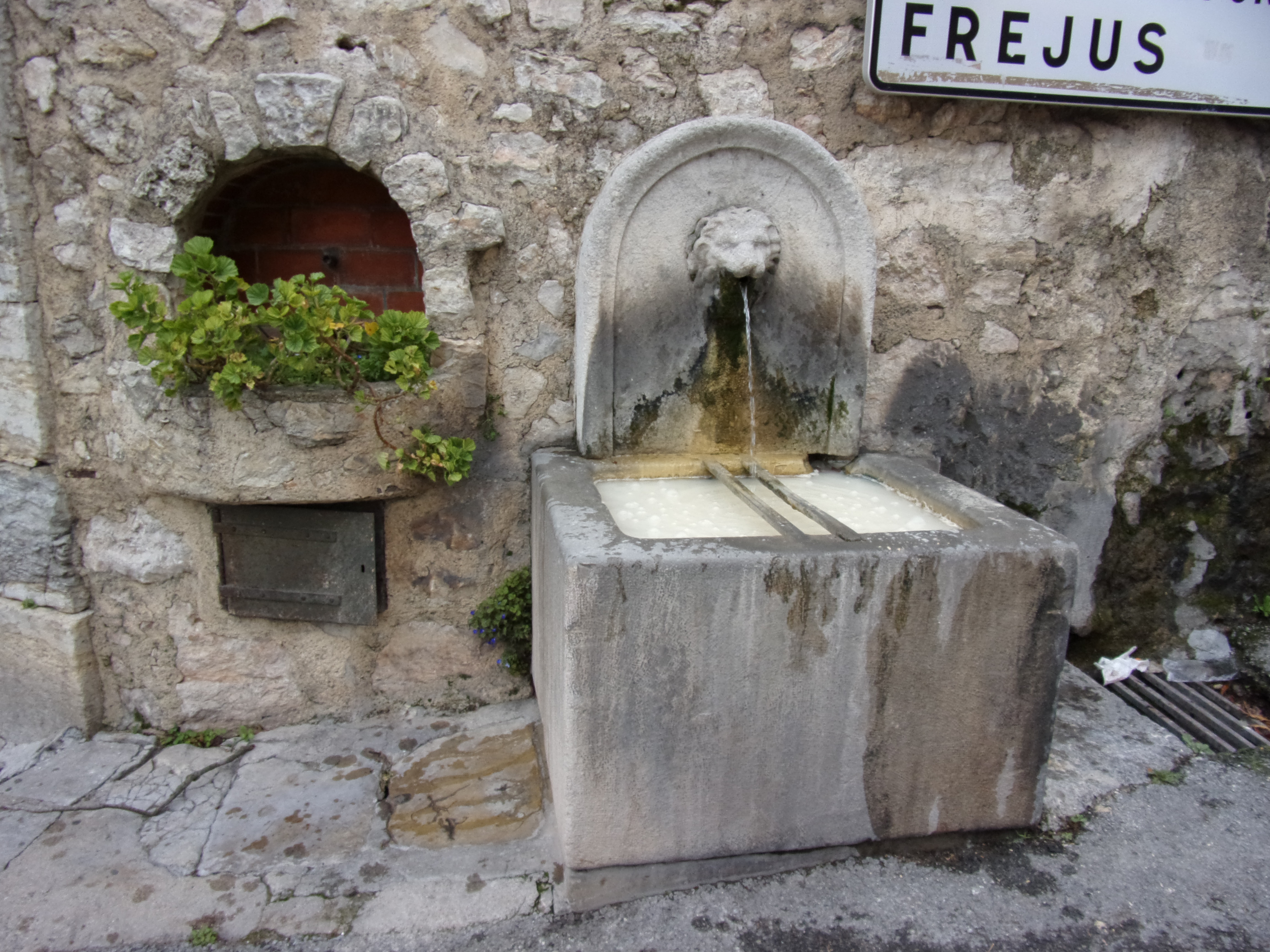
Fontaine.

Patrimoine religieux :
- Église Saint-Paul de Saint-Paul-en-Forêt et ses cloches de 1691[41],[42] et 1760[43],[44],
- Ancienne chapelle Saint-Joseph[45],
- Chapelle Sainte-Anne[46],
- Monument aux morts[47] : Conflits commémorés : Guerres franco-allemande de 1914-1918 - 1939-1945.
- Stèle dédiée à la mémoire des Harkis au Hameau Maugariel[48].

Patrimoine civil :
- Ancien lavoir à Pascaret[49],
- Porte de Ville[50] ,
- Pont sur l'Endre,
- Domaines et château de Grime et de Rémillier[51] et les projets d'aménagement[52],
- Château du Queylard[53].

### Héraldique
|  | Les armoiries de Saint-Paul-en-Forêt se blasonnent ainsi : Écartelé : aux 1er et 4e d'or plain, au 2e de gueules à l'épée haute d'argent, au 3e de gueules au chêne d'argent. |

## Personnalités liées à la commune
- Gilbert Bécaud, chanteur.
- Michel Auclair, acteur, mort à Saint-Paul-en-Forêt.